# Chiquimula (departementshuvudort i Guatemala)
Chiquimula är en departementshuvudort i Guatemala.   Den ligger i kommunen Municipio de Chiquimula och departementet Departamento de Chiquimula, i den centrala delen av landet, 110 km öster om huvudstaden Guatemala City. Chiquimula ligger 425 meter över havet och antalet invånare är 41 521.
Terrängen runt Chiquimula är huvudsakligen kuperad, men österut är den bergig. Runt Chiquimula är det ganska tätbefolkat, med 160 invånare per kvadratkilometer. Chiquimula är det största samhället i trakten. I omgivningarna runt Chiquimula växer huvudsakligen savannskog.